# Gewog di Norbugang (Samtse)
Il gewog di Norbugang è uno dei quindici raggruppamenti di villaggi del distretto di Samtse, nella regione Occidentale, in Bhutan.